# عامری (باوی)
عامری (باوی)، روستایی از توابع بخش مرکزی شهرستان باوی در استان خوزستان ایران است.

## جمعیت
این روستا در دهستان ویس قرار دارد و براساس سرشماری مرکز آمار ایران در سال ۱۳۸۵، جمعیت آن زیر سه خانوار بوده‌است.